# Социальное неравенство
Социа́льное нера́венство — форма социальной стратификации, при которой отдельные индивиды, социальные группы, слои, классы находятся на разных ступенях вертикальной социальной иерархии и обладают неравными жизненными шансами и возможностями удовлетворения потребностей.
В самом общем виде неравенство означает, что люди живут в условиях, при которых они имеют неравный доступ к ограниченным ресурсам материального и духовного потребления. 

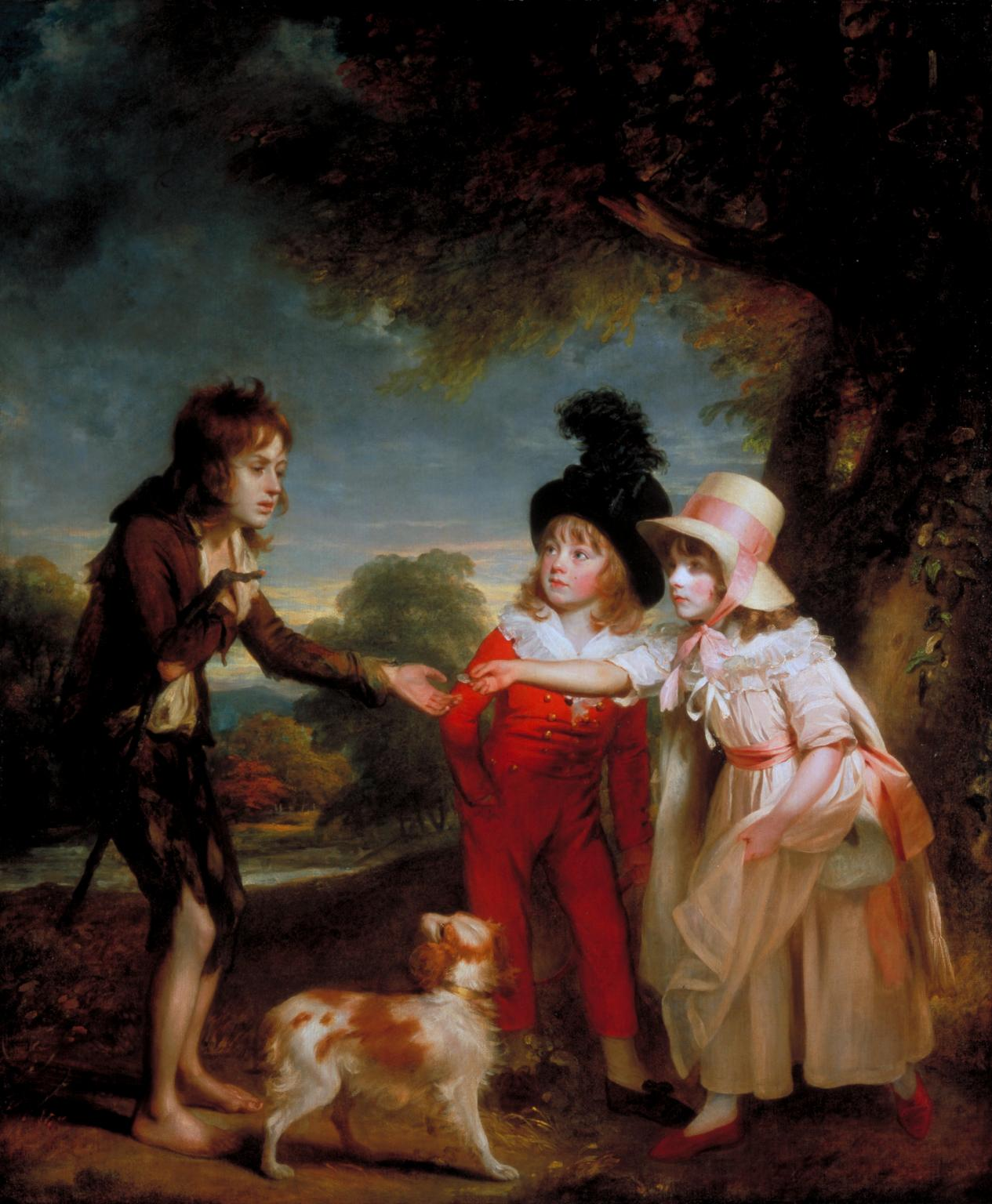
«Портрет детей сэра Фрэнсиса Форда, дающих монету нищему мальчику», картина Уильяма Бичи

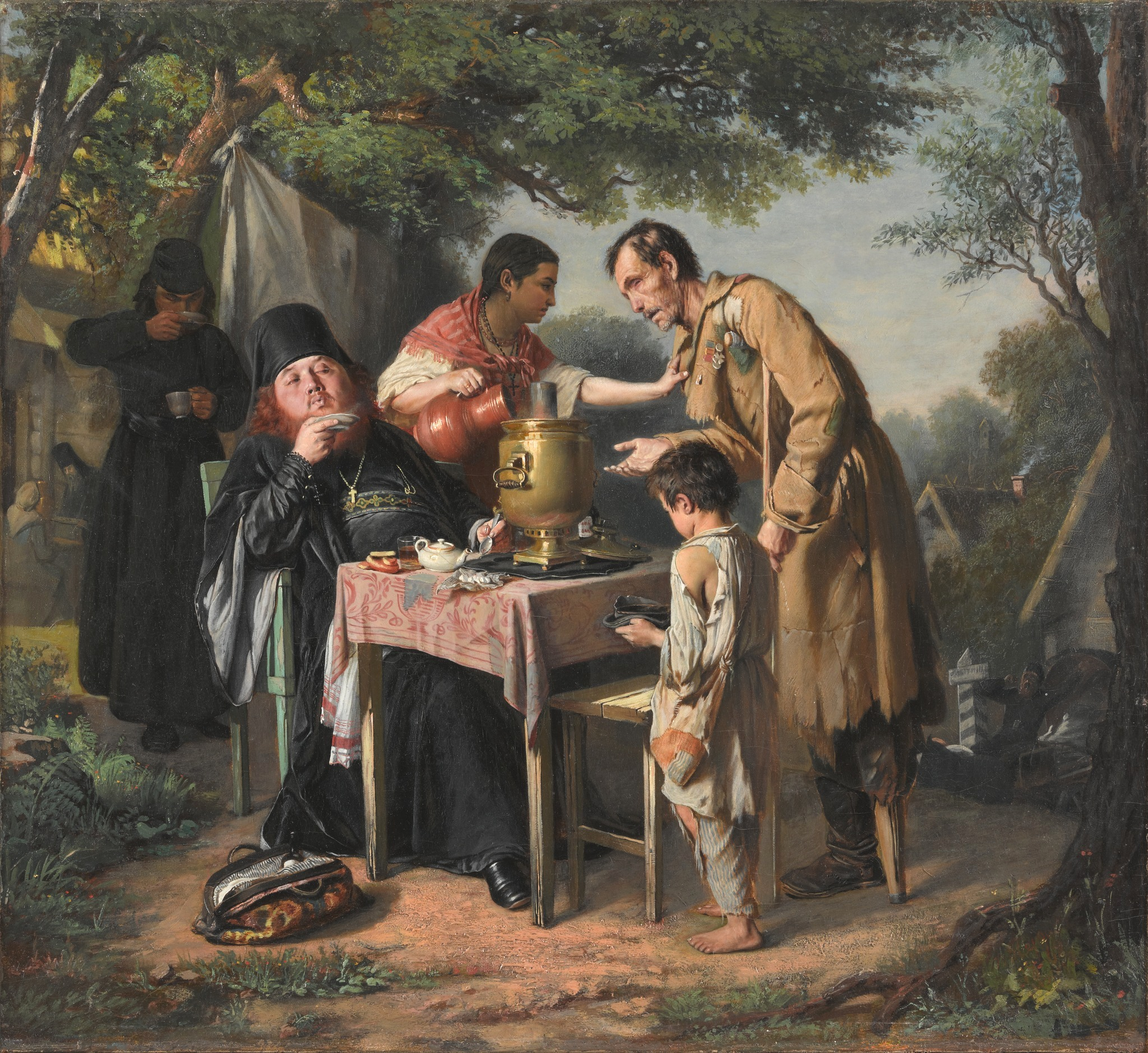
В. Г. Перов, «Чаепитие в Мытищах, близ Москвы»

## Изменение степени социального неравенства в процессе истории
Джерард Ленски сравнил этапы развития общества с точки зрения неравенства и обнаружил:
- В обществах охотников и собирателей растений, например, у папуасов острова Киваи, неравенство имеет место в наименьшей степени.
- В садоводческих обществах наибольшим влиянием пользуются политический лидер, купец и священник. Степень социального неравенства невысокая.
- Неравенство наиболее ярко проявляется в аграрных обществах, где возникла наследственная монархия и рабовладение.
- В промышленных обществах неравенство и концентрация власти меньше, чем в аграрных.[1]

Концепция американского антрополога Мортона Фрида включает четыре уровня: эгалитарное,
ранжированное общество, стратифицированное общество, государство. В эгалитарных обществах существуют лишь отношения реципрокации (взаимности) и половозрастная дифференциация. В ранжированных обществах появляются редистрибуция (перераспределение) и основанная на престиже дифференциация людей. В стратифицированных обществах деление на статусы дополняется также неравенством доступа к основным экономическим ресурсам. Наконец, на государственной стадии появляются классы, частная собственность и эксплуатация.

## Социальное неравенство в современном мире
Согласно отчёту «Global Wealth Report 2021» швейцарского банка Credit Suisse, в 2020 году 1,1 % самых богатых взрослых людей планеты принадлежало 45,8 % всего мирового богатства, а 55 % самых бедных — 1,3 %..
По данным Организации экономического сотрудничества и развития (ОЭСР), средний располагаемый доход богатейших 10 % населения стран ОЭСР в 2017 году в 9,5 раз превышал доход беднейших 10 % населения, в то время как в 1992 году разница составляла 7 раз. Неравенство в богатстве ещё более значительно: богатейшие 10 % населения стран ОЭСР обладают 50 % богатства, в то время как беднейшие 40 % обладают 3 % богатства.
Французский экономист Т. Пикетти в своей книге «Капитал в XXI веке» делает вывод, что рост социального неравенства — это основная тенденция в современном мире, что промышленная революция не уничтожает её, хотя и делает такой рост менее равномерным во времени.

## Формы неравенства и дискриминации
Существует ряд социальных характеристик для индивидов, которые определяют социальный статус и, следовательно, равенство или неравенство в обществе.
Некоторые выделяют следующие формы неравенства и дискриминации:
- Гендерное неравенство
- Дискриминация по возрасту
- Расовое неравенство
- Экономическое неравенство
- Дискриминация лиц, страдающих психическими расстройствами
- Дискриминация по признаку сексуальной ориентации и гендерной идентичности

## Взгляды на неравенство
Выполняя качественно неравные условия труда, в разной степени удовлетворяя общественные потребности, люди иногда оказываются заняты экономически неоднородным трудом, ибо такие виды труда имеют разную оценку их общественной полезности.
Основными механизмами социального неравенства являются отношения собственности, власти (господства и подчинения), социального (то есть социально закрепленного и иерархизированного) разделения труда, а также неконтролируемая, стихийная социальная дифференциация. Эти механизмы преимущественно связаны с особенностями рыночной экономики, с неизбежной конкуренцией (в том числе на рынке труда) и безработицей.
Наиболее опасным считается низовое неравенство возможностей, не связанное с личными усилиями членов общества, когда талантливые от рождения люди не могут реализовать свои таланты из-за неблагоприятных социально-экономических условий в детстве и юности. Например, способные дети из бедных семей не имеют возможности получить хорошее образование и в результате оказываются в «ловушке нищеты».
Социальное неравенство воспринимается и переживается многими людьми (прежде всего безработными, экономическими мигрантами, теми, кто оказывается у черты или за чертой бедности) как проявление несправедливости. Социальное неравенство, имущественное расслоение общества, как правило, ведут к росту социальной напряженности, особенно в переходный период.
Основными принципами проведения социальной политики являются:
1. защита уровня жизни путём введения разных форм компенсации при повышении цен и проведение индексации;
2. обеспечение помощи самым бедным семьям;
3. выдача помощи на случай безработицы;
4. обеспечение политики социального страхования, установление минимальной заработной платы для работающих;
5. развитие образования, охрана здоровья, окружающей среды в основном за счет государства;
6. проведение активной политики, направленной на обеспечение квалификации.

## Причины неравенства
Как считал Эмиль Дюркгейм, причина неравенства — это необходимость поощрять самых лучших. Во всех обществах одни профессии считаются более важными, чем другие. В примитивных обществах самыми уважаемыми были воины и целители. В общинах пуритан самая важная профессия — это профессия священника. В современных обществах — это профессия банкира и предпринимателя, инженера и врача. Тот человек, который выполняет главную функцию в обществе, имеет максимальное количество престижа и материальных благ. Второй причиной неравенства является разный уровень таланта у людей, а самых умелых нужно вознаградить за их заслуги, они должны выполнять самые важные функции. Во все времена самыми важными функциями были роли священника, управляющего и техника.
С точки зрения теории конфликта, причина неравенства — это защита привилегий власти, кто контролирует общество и власть, тот имеет возможность извлекать выгоды лично для себя, неравенство — результат уловок влиятельных групп, стремящихся сохранить свой статус. Роберт Михельс вывел железный закон олигархии: олигархия складывается всегда, когда численность организации превышает определённую величину, ибо 10 тысяч человек не могут обсуждать вопрос перед каждым делом, они поручают обсуждение вопроса руководителям.
Джон Масионис задаёт вопрос, действительно ли оплата труда отражает вклад человека в развитие общества, является ли обоснованной такая высокая степень социального неравенства? Когда ведущая телевизионных передач Опра Уинфри с доходом в 100 млн долларов в год зарабатывает за 2 дня больше, чем президент США Джордж Уокер Буш за целый год на посту президента, тогда сможет ли кто-нибудь утверждать, что вести ток-шоу важнее, чем руководить страной? В странах с рыночной экономикой размер заработной платы зависит от соотношения на рынке труда спроса и предложения. Звёзды кино и шоу-бизнеса, выдающиеся спортсмены, авторы популярных песен, удачливые менеджеры и другие профессионалы обладают редкими талантами, на которые спрос превышает предложение, поэтому эти звёзды так много зарабатывают.

## Критерии неравенства

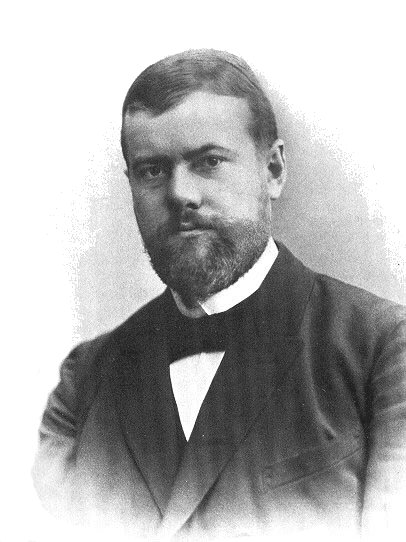
Макс Вебер

Макс Вебер выделил три критерия неравенства:
- Богатство;
- Престиж;
- Власть[10].

Б. Барбер добавил ещё три менее важных критерия неравенства:
- Уровень образования;
- Степень религиозной или ритуальной чистоты при кастовом строе в Индии;
- Ранжирование по родственным и этническим группам[11].

С помощью первого критерия можно измерить степень неравенства по разнице в доходах. С помощью второго критерия — по разнице в почёте и уважении. С помощью третьего критерия — по количеству подчинённых. Иногда обнаруживается противоречие между критериями, например, профессор и священник сегодня имеют невысокий доход, но пользуются большим престижем. Главарь мафии богат, но его престиж в обществе минимален. Богатые люди по статистике живут дольше и меньше болеют. На карьеру человека оказывает влияние богатство, раса, образование, род занятий родителей и личная способность руководить людьми. Высшее образование позволяет легче продвигаться по служебной лестнице в крупных компаниях, чем в мелких.

## Фигуры неравенства
- Пирамида;
- Ромб[12].

Ширина фигуры по горизонтали означает количество людей с данным размером дохода. На вершине фигуры находится элита. За последние сто лет западное общество проделало эволюцию от пирамидальной структуры к ромбовидной. В пирамидальной структуре существует громадное большинство бедного населения и маленькая кучка олигархов. В ромбовидной структуре велика доля среднего класса. Ромбовидная структура является более предпочтительной по сравнению с пирамидальной, так как многочисленный средний класс не позволит кучке бедняков устроить гражданскую войну. А в первом случае громадное большинство, состоящее из бедняков, может легко опрокинуть социальную систему.

## Неравенство и экономический рост
Американский экономист, нобелевский лауреат Джозеф Стиглиц указывает (на примере США 1980—2000 годов), что в отсутствие государственного регулирования экономический рост зачастую приводит к резкому росту имущественного неравенства и общему ухудшению уровня и качества жизни для большинства населения. Для преодоления этого явления Стиглиц предлагает комплекс мер государственного регулирования кейнсианского направления.